# طغان شاه
"شمس الدولة" طُغان شاه بن ألب أرسلان الملقب بـ أبو الفوارس ، أحد حكام خراسان السلجوقيين ، حكم فترة (1083-1092) ، واتخذ هراة مقراً له.

## سيرته
جاء من سلالة السلاجقة. وهو ابن السلطان ألب أرسلان. عند الولادة كان اسمه أوغوز توغان شاه ، لا يُعرف عنه سوى القليل ، ولا توجد معلومات بأنه قاد أي حملات عسكرية. ومع ذلك ، فقد حصل على بعض الإنجازات والألقاب الفخري كـ ("شمس الدولة")، وفي عام 1083 ، بعد وفاة شقيقه أرسلان شاه ، تم تعيينه ملكًا لخراسان العظمى. واختيرت مدينة هراة مقراً له. عام 1084 اصطدم بأخاً آخر - تكيش (أمير بلخ وتوخارستان) ربما لم يكن لديه القدرة الكافية لمقاومة آخاه فخسر خراسان الشرقية، أدى ذلك إلى تدخل السلطان ملك شاه والذي هزم تقيش وأسره ثم أعماه.
في وقت لاحق ، حكم طغان شاه بسلام في خراسان. و كان حليف العلماء والشعراء. في عام 1092 ، بعد وفاة ملك شاه ، ربما أطاح به شقيقه الآخر أرسلان أرغون.